# Карл Мај
Карл Фридрих Мај (Хоенштајн-Ернстал, 25. фебруара 1842 — Радебојл, 30. марта 1912) је био немачки књижевник. Његове књиге су превођене на тридесетак језика и објављиване у рекордним тиражима, најпознатије су „На далеком западу”, „Ловци на медведе”, „Кроз пустињу”, „Винету”, „У царству сребрнога лава”, „Благо у сребрном језеру” и „У Балканским гудурама”. Према његовим делима снимљени су многи филмови и телевизијске серије, као и написани многи стрипови. Мај је написао седамдесет и три романа укупне дебљине два и по метра. Укупни тираж његових књига прелази сто милиона примерака.

## Биографија
Рођен је 1842. у Хоенштајн-Ернсталу као пето од четрнаесторо деце. Отац је често остајао без посла, у породици је владала беда. Мај је био добар ђак, у четрнаестој години му је један принц дао стипендију да се школује у учитељској школи у Валденбургу. Након две године је био избачен из школе због крађе шест свећа. Могао је наставити школовање у Плауену, али и тамо га је човек код којег је становао тужио управи школе да наговара његову супругу на неморал након чега више није могао наставити школовање. Осуђен је на шест година затвора када је украо сат једном ученику. Није могао наћи посао након изласка из затвора, па је покушао живети од мањих крађа и превара, прву књигу је написао у затвору. У Америку, о којој је толико писао, је отишао тек пред крај живота. Преминуо је 30. марта 1912. у Радебојлу.

## Дела
Главни ликови књига чија се радња одвија на далеком западу су Олд Шетерхенд и Апач Винету. Најважнија дела тог циклуса су:
- „Винету”
- „Олд Шетерхенд”[5]
- „Благо у Сребрном Језеру”
- „Ђаво и Јуда”
- „Божије Рођење”
- „Син Ловца на медведе”

Главни јунаци књига чија се радња одвијала на блиском истоку су Кара бен Немзи (Олд Шетерхенд из циклуса књига о дивљем западу) и његов пријатељ Хаџи Халеф Омар. Књиге из овог „Арапског циклуса” су:
- „Кроз пустињу”
- „Кроз дивљи Курдистан”
- „Од Багдада до Стамбола”
- „У Балканским гудурама”
- „Кроз земљу Арбанаса”
- „Жути харамбаша”

У трећи циклус спадају дела:
- „Лав крваве освете”
- „У лађама Вавилона”
- „Тврђава у планинама”
- „У крају сребрног лава”
- „Скамењена молитва”